# Objeto separado

Os objetos transnetunianos além de 100 UA: Os SDO (em cinza) e os objetos separados (em branco)

Em astronomia, os objetos separados (tradução não oficial do termo inglês detached object), também chamado de objetos transnetunianos separadas de Netuno, objetos da nuvem de Hills ou objetos do disco disperso estendido; são uma classe dinâmica de corpos no exterior do Sistema Solar além da órbita de Netuno. Esses objetos têm órbitas cujos pontos de abordagem mais próximo do Sol (periélio) são suficientemente longe da influência gravitacional de Netuno que eles são apenas moderadamente afetados por Netuno e os outros planetas: Isto fá-los parecer ser "isolada" do Sistema Solar.
Desta forma, eles diferem substancialmente da maioria dos objetos transnetunianos (TNOS) conhecidos, que formam um conjunto de populações vagamente definida que foram perturbados em graus variados em sua órbita atual por encontros gravitacionais com os gigantes gasosos, predominantemente Netuno. Os objetos separados têm periélios maiores do que estas outras populações de TNO, incluindo os objetos em ressonância orbital com Netuno, como Plutão, os objetos clássicos do cinturão de Kuiper em órbitas não ressonante como Makemake, e os objetos do disco disperso como Éris.
Os objetos separados também têm sido referidos na literatura científica como objetos do discos disperso estendido (E-SDO), objetos separados distantes (DDO), ou dispersos-estendidos, como na classificação formal do Deep Ecliptic Survey. Isso reflete a gradação dinâmica que pode existir entre os parâmetros orbitais do disco disperso e a população isolada.
Pelo menos nove desses corpos foram identificados de forma segura, que o maior, mais distante e mais conhecido é Sedna. Aqueles com periélios superiores a 75 UA - que tem sido chamado de nuvem de Oort interior - são denominados sednoides. Desde de 2014, há dois sednoides conhecidos, Sedna e 2012 VP113.

## Possíveis objetos separados
Esta é uma lista dos objetos separados conhecidos que não poderiam ser facilmente dispersos pela órbita de Netuno e, portanto, é provável que sejam objetos separados, mas eles estão dentro da distância de periélio ≈50-75 UA, fronteira usada que definiria aos sednoides:
| Designação numérica | Nome       | Diâmetro (km) | H   | Periélio (UA) | Semieixo maior (UA) | Afélio (UA) | Argumento do periastro (°) | Ano da descoberta | Descobridor(es)                       | Método da medição do diâmetro | Refs                 |
| ------------------- | ---------- | ------------- | --- | ------------- | ------------------- | ----------- | -------------------------- | ----------------- | ------------------------------------- | ----------------------------- | -------------------- |
| 48639               | 1995 TL8   | ≈ 350         | 5,2 | 40,0          | 52,5                | 64,5        |                            | 1995              | A. Gleason                            | assumido                      |                      |
| 148209              | 2000 CR105 | ≈ 250         | 6,1 | 44,0          | 224                 | 403         | 316,5                      | 2000              | Observatório Lowell                   | assumido                      | [ 11 ]               |
| 474640              | Alicanto   | 130–300       | 6,4 | 47,3          | 329                 | 610         | 327,2                      | 2004              | OICT, La Serena                       | assumido                      | [ 12 ] [ 13 ] [ 14 ] |
| 612911              | 2004 XR190 | 335–850       | 4,4 | 51,5          | 57,7                | 64          |                            | 2004              | Lynne Jones et al.                    | assumido                      | [ 11 ] [ 15 ]        |
| 145480              | 2005 TB190 | ≈ 500         | 4,7 | 46,2          | 76,4                | 106,5       |                            | 2005              | Becker, A. C. et al.                  | assumido                      |                      |
| 528381              | 2008 ST291 | ≈ 612         | 4,2 | 42,5          | 98,6                | 154,8       |                            | 2008              | Meg Schwamb et al.                    |                               |                      |
| 552555              | 2010 ER65  |               | 5,4 | 40            | 99,77               | 159,5       | 324                        | 2010              | Observatório Europeu do Sul, La Silla |                               | [ 16 ]               |
|                     | 2010 GB174 | 242           | 6,6 | 48,5          | 361                 | 673         | 347,3                      | 2010              | Telescópio Canadá-França-Havaí        |                               |                      |
|                     | 2013 FT28  |               | 6,7 | 43,6          | 310                 | 576,6       | 40,2                       | 2013              | OICT, La Serena                       |                               | [ 17 ]               |
| 496315              | 2013 GP136 |               | 6,6 | 41,1          | 151,75              | 262,38      | 42                         | 2013              | Mauna Kea                             |                               | [ 18 ]               |
| 500876              | 2013 JD64  |               | 8,0 | 42,6          | 72,6                | 102,6       | 177,5                      | 2013              | Mauna Kea                             |                               | [ 19 ]               |
| 523680              | 2013 YJ151 |               | 5,4 | 40,9          | 72,9                | 104,9       | 142                        | 2013              | Pan-STARRS 1, Haleakala               |                               | [ 20 ]               |
|                     | 2014 FC69  | 300–700       | 4,6 | 40,2          | 73,57               | 106,9       | 191,3                      | 2014              | OICT, La Serena                       |                               | [ 21 ]               |
|                     | 2014 FC72  |               | 5,4 | 51,3          | 76,9                | 101         | 32,4                       | 2014              | Pan-STARRS 1, Haleakala               |                               | [ 22 ]               |
|                     | 2014 SR349 |               | 6,6 | 47,6          | 289                 | 539,4       | 341,4                      | 2014              | OICT, La Serena                       |                               | [ 23 ]               |
|                     | 2014 SS349 |               | 7,6 | 45,5          | 142,3               | 239,2       | 147,8                      | 2014              | OICT, La Serena                       |                               | [ 24 ]               |
| 505679              | 2014 WT69  |               | 5,7 | 44,5          | 76,7                | 108,8       | 139,56                     | 2014              | Pan-STARRS 1, Haleakala               |                               | [ 25 ]               |